# Srđan Baljak
Srđan Baljak (sinh ngày 25 tháng 11 năm 1978) là một cầu thủ bóng đá người Serbia.

## Sự nghiệp câu lạc bộ
Srđan Baljak đã từng chơi cho Consadole Sapporo.

## Thống kê câu lạc bộ

### J.League
| Đội               | Năm       | J.League | J.League | J.League Cup | J.League Cup | Tổng cộng | Tổng cộng |
| Đội               | Năm       | Trận     | Bàn      | Trận         | Bàn          | Trận      | Bàn       |
| ----------------- | --------- | -------- | -------- | ------------ | ------------ | --------- | --------- |
| Consadole Sapporo | 2002      | 13       | 3        | 0            | 0            | 13        | 3         |
| Tổng cộng         | Tổng cộng | 13       | 3        | 0            | 0            | 13        | 3         |